# Talia (Vorname)
Talia ist ein weiblicher Vorname.

## Herkunft und Bedeutung
Für den Namen Talia existieren folgende Herleitungen:
- Variante von Thalia als italienische Variante desselben oder eingedeutschte Schreibweise von Tália oder Talía[1]
- Kurzform verschiedener Namen
  - Kurzform von Natalia (siehe Natalie)[2]
  - sizilianische Kurzform von Italia[3]
  - sardinische Kurzform von Vitalia (siehe Vitale)[3]
- hebräisch טַלְיָה taljâ, zusammengesetzt aus טַל tal „Tau“ und יָה jâ, der Kurzform des Gottesnamens JHWH[4]
- von einem australischen Stadtnamen abgeleitet, vermutlich aus einer der Aboriginessprachen abgeleitet mit der Bedeutung „nahe am Wasser“[5]

## Verbreitung
Talia zählt in den USA seit 1977 zu den 1000 meistgewählten Vornamen und gewann seitdem an Popularität. Im Jahr 2015 erreichte er mit Rang 285 erstmals die Top-300 der Vornamenscharts. Danach verlor er zunächst wieder an Beliebtheit, stieg dann jedoch wieder in der Hitliste auf, sodass er im Jahr 2023 Rang 264 der Hitliste belegte.
In England und Wales hat er sich unter den 300 meistgewählten Vornamen etabliert und Stand im Jahr 2022 auf Rang 216 der Hitliste.
Der Name Talia erreichte in Australien in den Jahren 2005 und 2009 die Top-100 der Vornamenscharts.
In Frankreich gewann der Name in den 2010er Jahren an Popularität. 2022 erreichte er erstmals die Top-200 der Vornamenscharts. Im darauffolgenden Jahr sank seine Beliebtheit leicht, sodass er auf Rang 194 der Hitliste stand.
In Brasilien zählte Talia in den 1990er und 2000er Jahren zu den 900 beliebtesten Mädchennamen.
טַלְיָה taljâ hat sich in Israel unter den beliebtesten Mädchennamen etabliert. 2017 verließ der Name die Top-10 der Vornamenscharts, blieb jedoch weiter beliebt. Im Jahr 2020 stand der Name auf Rang 18 der Hitliste.
In Deutschland wird der Name Talia vor allem seit den 2000er Jahren immer häufiger vergeben. In den späten 2010er Jahren konnte er sich in der Top-200 der Vornamenscharts etablieren. Dabei wurde er jedoch mit den Varianten Thalia, Talya und Taliah gemeinsam erfasst. Unter diesen Namensformen stellt Talia mit ca. 59,93 % die häufigste Variante dar, gefolgt von Thalia mit etwa 31,84 %. Nur ca. 7,49 % der Namensträger werden Talya etwa 0,75 % Taliah geschrieben. Im Jahr 2023 belegte Talia mit den Varianten in der Hitliste Rang 175. Ohne Berücksichtigung anderer Schreibweisen erreichte Talia auf der geschlechterübergreifenden Hitliste im Jahr 2023 mit Rang 468 seine bislang höchste Platzierung. Das durchschnittliche Alter einer Talia in Deutschland beträgt 8 Jahre.
In Österreich wird der Name eher selten vergeben, ist jedoch geläufig. Vor allem seit Mitte der 2010er Jahre gewann seine Popularität. Als höchste Platzierung in den Vornamenscharts erreichte er im Jahr 2022 Rang 386, die bislang einzige Platzierung unter den 400 meistgewählten Mädchennamen seit Beginn der Aufzeichnung in 1984. Im darauffolgenden Jahr sank die Beliebtheit (Rang 463, 2023).

## Varianten
Varianten des hebräischen Namens
- hebräisch: טַלְיָה taljâ
- Alternative Transkriptionen des Namens sind Talja, Talya, Taliah und Talyah

Varianten des australischen Namens
- Tahlia

Weitere Varianten
- Thalia (Vorname)#Varianten
- Natalie#Varianten
- Italia (Vorname)#Varianten
- Vitali#Varianten

## Bekannte Namensträger
- Talia Balsam (* 1959), US-amerikanische Schauspielerin
- Talia Castellano (1999–2013), US-amerikanische Bloggerin
- Talia A. Davis, US-amerikanische Schauspielerin und Synchronsprecherin
- Talia Gibson (* 2004), australische Tennisspielerin
- Talia Ilan (* 1971), israelische Dirigentin
- Talia Neilson Gatenby (* 2005), britische Tennisspielerin
- Talia Ryder (* 2002), US-amerikanische Film- und Theaterschauspielerin
- Talia Shire (* 1946), US-amerikanische Schauspielerin
- Talia Sommer (* 2004), israelische Fußballspielerin